# Манокалцати
Манокалцати (итал. Manocalzati) је насеље у Италији у округу Авелино, региону Кампанија.
Према процени из 2011. у насељу је живело 1211 становника. Насеље се налази на надморској висини од 439 м.

## Становништво
Према резултатима пописа становништва 2011. у општини је живело 3.234 становника.
| 1951. | 1961. | 1971. | 1981. | 1991. | 2001. | 2011. |
| ----- | ----- | ----- | ----- | ----- | ----- | ----- |
| 3.007 | 2.520 | 2.521 | 2.573 | 3.050 | 3.096 | 3.234 |

## Партнерски градови
- Sainte-Féréole